# Maestà (schilderkunst)

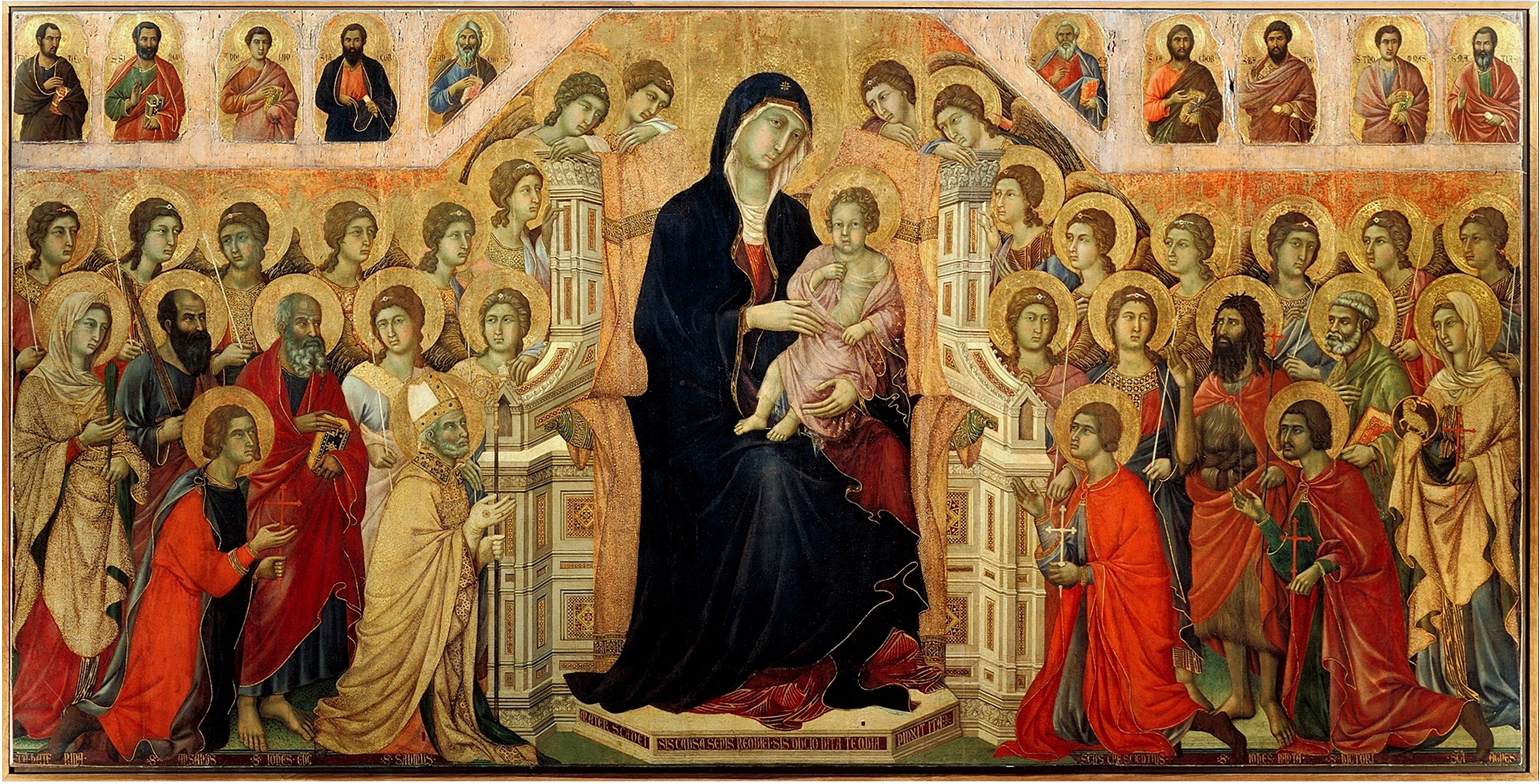
Duccio di Buoninsegna, Maestà, 1308-1311, Museo dell'Opera del Duomo, Siena

De Maestà is een begrip in de iconografie binnen de Italiaanse kunstgeschiedenis dat staat voor een weergave van de heilige Maagd in majesteit.

## Voorstelling
De beeltenis bevat in ieder geval een getroonde Maria met het Christuskind op schoot, vaak worden deze omgeven door engelen en heiligen. Deze voorstelling ontstond in de 13de eeuw in Italië uit de groeiende verering van Maria als de moeder van Christus. Vooral in het Italië van de 13e en 14e eeuw werden veel van deze maestà's vervaardigd. De eerste bekende voorbeelden van betekenis stammen uit de tweede helft van de 13e eeuw. Hoogstwaarschijnlijk de bekendste maestà is de Maestà van Duccio uit 1311, gemaakt voor het hoofdaltaar van de kathedraal van Siena.

## Voorbeelden
In het museum Uffizi in Florence hangen:
- Madonna Ognissanti, ± 1310, van Giotto
- Madonna Rucellai, 1285, van Duccio
- Tronende Maagd, 1280-1285, van Cimabue

en ook het Louvre in Parijs bezit nog een Maestà uit ± 1280 van Cimabue